# 신기루 (희극인)
신기루(본명: 김현정, 1981년 11월 23일 ~ )는 대한민국의 희극인이다.

## 학력
- 서울종합예술실용학교 (졸업)

## 활동
- 《개그콘서트》(달콤살벌한 두여인)
- 《폭소클럽》
- 《무한걸스》
- 《비디오스타》
- 《위기탈출 넘버원》
- 《코미디빅리그》
- 《웃음을 찾는 사람들》
- 《능력자들》
- 《와카남》
- E채널 《토요일은 밥이 좋아》 (2021년)
- MBC 《놀면 뭐하니?》 (2021년)
- tvN 《한도초과》 (2022년)
- MBC 《황금어장 라디오스타》 (2023년)
- tvN 《놀라운 토요일》 (2023)
- SBS 《덩치 서바이벌-먹찌빠》(2023)
- SBS 《강심장VS》(2023)
- JTBC 《아는형님》 (2024)
- SBS 《런닝맨》 - 게스트 (2025)

## 영화
- 2025년 《그 시절, 우리가 좋아했던 소녀》 - 지리 선생님 역

## 수상 목록
- 2023년 SBS 연예대상 여자 신인상
- 2024년 SBS 연예대상 베스트 케미상